# アルチナッツォ・ロマーノ
アルチナッツォ・ロマーノ（伊: Arcinazzo Romano）は、イタリア共和国ラツィオ州ローマ県にある、人口約1,200人の基礎自治体（コムーネ）。

## 名称
アルチナッツォ・ロマーノは1872年10月14日まではPonza、1891年5月29日まではPonza d'Arcinazzoと呼ばれていました。
住民の呼称としてはponzesiがよく使われますが、正確にはNarzinoです。

## 地理

### 位置・広がり
ローマ県東部のコムーネ。

#### 隣接コムーネ
隣接するコムーネは以下の通り。括弧内のFRはフロジノーネ県所属を示す。
- アッフィーレ
- イェンネ
- ピーリオ (FR)
- ロイアーテ
- セッローネ (FR)
- スビアーコ
- トレーヴィ・ネル・ラーツィオ (FR)

### 気候分類・地震分類
アルチナッツォ・ロマーノにおけるイタリアの気候分類 (it) および度日は、zona E, 2783 GGである。
また、イタリアの地震リスク階級 (it) では、zona 2B (sismicità media) に分類される。

## 行政
広域行政組織である山岳部共同体「アニエーネ山岳部共同体」 (it:Comunità montana dell'Aniene) に属する